# بومة أعشاب شرقية

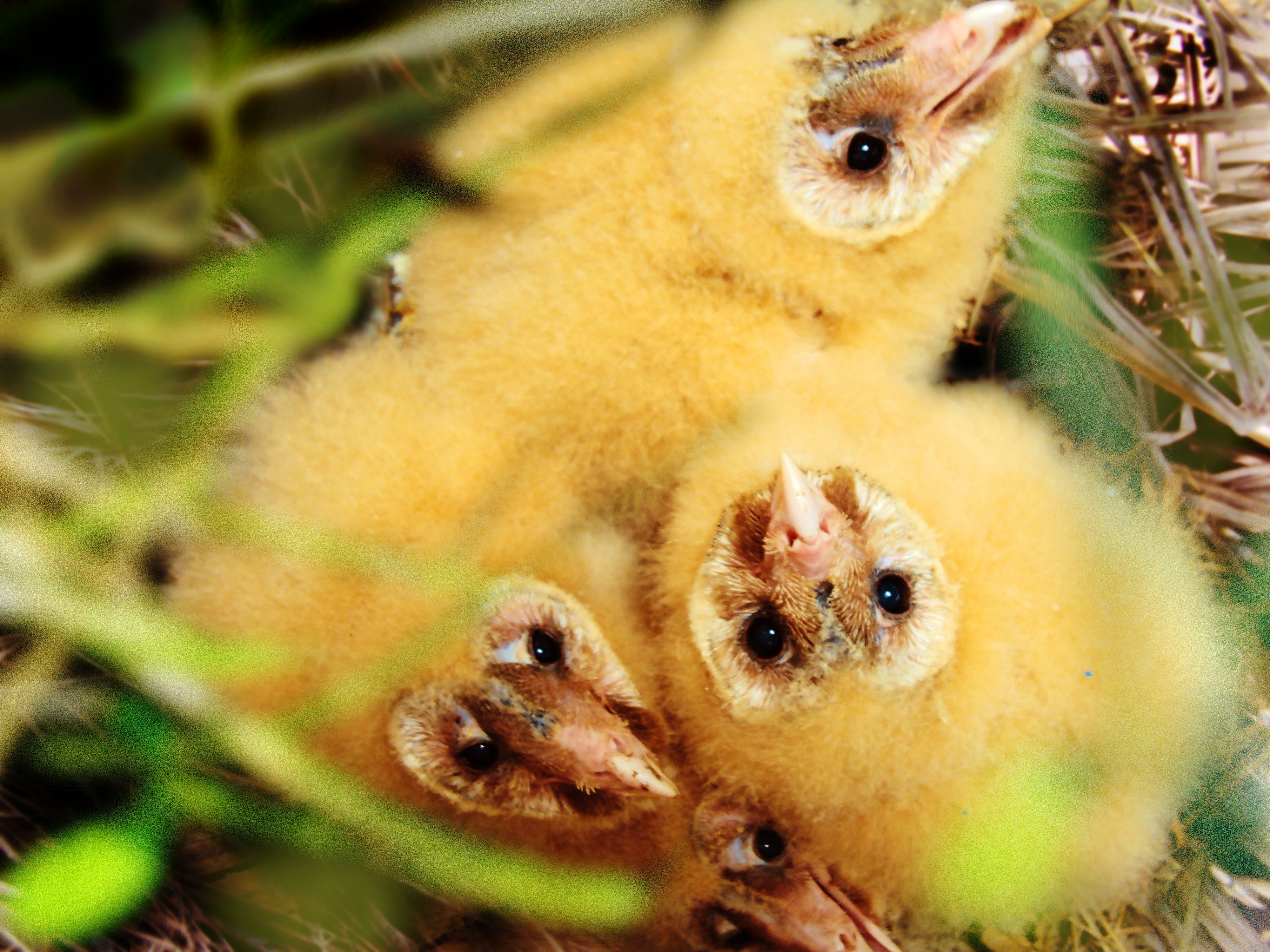
بومة الأعشاب الشرقية (غير بالغة).

بومة الأعشاب الشرقية (بالإنجليزية: eastern grass owl) أو بومة الأعشاب الأسترالية (بالإنجليزية: Australian grass owl) (الإسم العلمي: Tyto longimembris). هو نوع من البوميات تتبع فصلية الهامات. هناك من العلماء من يعتبرون إن بومة الأعشاب الشرقية تنتمي إلى نفس نوع بومة الأعشاب الأفريقية، وهناك من يعتبر إن بومة الأعشاب الشرقية هي نوع صحيح سالم. تتغذى بشكل رئيسي على القوارض الصغيرة.

## الوصف
بومة الأعشاب الشرقية هي بومة متوسطة الحجم، مماثلة في الحجم لبومة الحظائر. يتراوح حجم الذكور البالغين بين 32 إلى 38 سنتيمتر (13 - 15 إنش)، بينما الإناث الأكبر يمكن أن يتراوح حجمها بين 35 إلى 42 سنتيمتر (14 - 17 إنش). تتراوح المسافة بين الجناحين من 100 إلى 116 سنتيمتر (39 - 46 إنش). يبلغ وزن الإناث 460 غرام (16 أونصة) في حين يبلغ وزن الذكور 400 غرام (14 أونصة). في بومة الأعشاب الشرقية الإجزاء العلوية منها تكون ذات لون بني أو أسمر داكن مع بقع باهتة. كما إن لديها أشرطة سوداء وسمراء على جناحيها، ومنقار شاحب جداً، والساقين مغطاة بالريش، أما العينين فهي ذات لون بني داكن. ومثل جميع أنواع بوم الحظائر فإن شكل وجه بومة الأعشاب الشرقية يشبه القلب مع حدود بيضاء وبرتقالية-بنية.

## النداء
نداء بومة الأعشاب الشرقية الأساسي يشبه نداء العديد من بوم الحظائر الأخرى. ذات صوت عال مع هسهسة لكن صوت بومة الأعشاب أعلى من صوت بوم الحظائر وأهدء من صوت البوم المقنعة.

## الصيد
قد أظهرت الدراسات في أجزاء من أستراليا إن الفريسة الأكثر شيوعاً لبوم الأعشاب الشرقية هي الجرذان طويلة الأوبار وجرذان القصب. تستخدم البومة سيقانها الطويلة لاختراق الغطاء النباتي الكثيف والإستيلاء على الفريسة.

## الموطن
هذه البومة تفضل المراعي ذات الأعشاب الطويلة والمستنقعات.

## التوزيع
تعيش بوم الأعشاب الشرقية في شرق وجنوب وجنوب شرق آسيا، وأجزاء من غينيا الجديدة وأستراليا (لا سيما في ولاية كوينزلاند) وغرب المحيط الهادئ. كما تم العثور عليه في الجزر الساحلية.

## حالة الحفظ
تعتبر بوم الأعشاب الشرقية بإنها «غير مهددة» على مستوى العالم، والسبب الرئيسي في ذلك هو توزيعها على نطاق واسع.

## وصلات خارجية
- HBW species page
- Birdlife species factsheet